# 17 décembre 1991
Le mardi 17 décembre 1991 est le 351e jour de l'année 1991.

## Naissances
- Atsedu Tsegay, athlète éthiopien
- Dylan Rocher, joueur français de pétanque
- Elvin Mamishzade, boxeur azerbaïdjanais
- Jin Izumisawa, joueur de football japonais
- Léo Bureau-Blouin, personnalité politique canadienne
- Mikhail Ryzhov, athlète russe
- Peter Samu, joueur australien de rugby à XV
- Stanamir Cholakov, coureur cycliste bulgare

## Décès
- Armand Frappier (né le 26 novembre 1904), médecin, microbiologiste, professeur et chercheur canadien
- Carl Shy (né le 13 septembre 1908), joueur de basket-ball américain
- Chen Wen Hsi (né le 9 septembre 1906), artiste singapourien
- Heinz Brücher (né le 14 janvier 1915), officier SS et botaniste-généticien
- James Landis (né le 10 juin 1926), réalisateur américain
- Jan Hendriks (né le 6 décembre 1928), acteur allemand [date de découverte de son corps]
- Joey Smallwood (né le 24 décembre 1900), politicien canadien
- Marcel Saint-Aubin (né en 1925), policier canadien
- Mitsuo Aida (né le 20 mai 1924), poète et calligraphe japonais